# Tical 2000: Judgement Day
Tical 2000: Judgement Day ist das zweite Studioalbum des US-amerikanischen Rappers Method Man. Es erschien am 16. November 1998 in Deutschland und am 17. November 1998 in den Vereinigten Staaten. Das Album wurde über das Label Def Jam veröffentlicht und erreichte Platz 2 der Billboard 200-Charts.

## Hintergrund
Method Man wurde durch seine Mitgliedschaft in der US-amerikanischen Hip-Hop-Gruppe Wu-Tang Clan bekannt. Er entwickelte sich zu einem der prominentesten Mitglieder des Clans wurde 1994 als Solokünstler bei dem Label Def Jam unter Vertrag genommen. Dort veröffentlichte Method Man sein Debütalbum Tical, von welchem 1,7 Millionen Einheiten verkauft wurden. In den folgenden Jahren arbeitete der Rapper weiter mit dem Wu-Tang Clan und anderen Künstlern zusammen, absolvierte eine Welttournee und wurde Vater von zwei Kindern. Schließlich begann Method Man mit der Arbeit an seinem zweiten Studioalbum. Dabei war das Ziel des Musikers ein besseres Produkt als Tical, mit welchem der Rapper nicht vollständig zufrieden war, herzustellen. Method Man konnte von seinem zweiten Album schließlich 1,5 Millionen Exemplare verkaufen.

## Titelliste
1. Judgment Day (Intro) – 0:52
2. Perfect World – 3:00

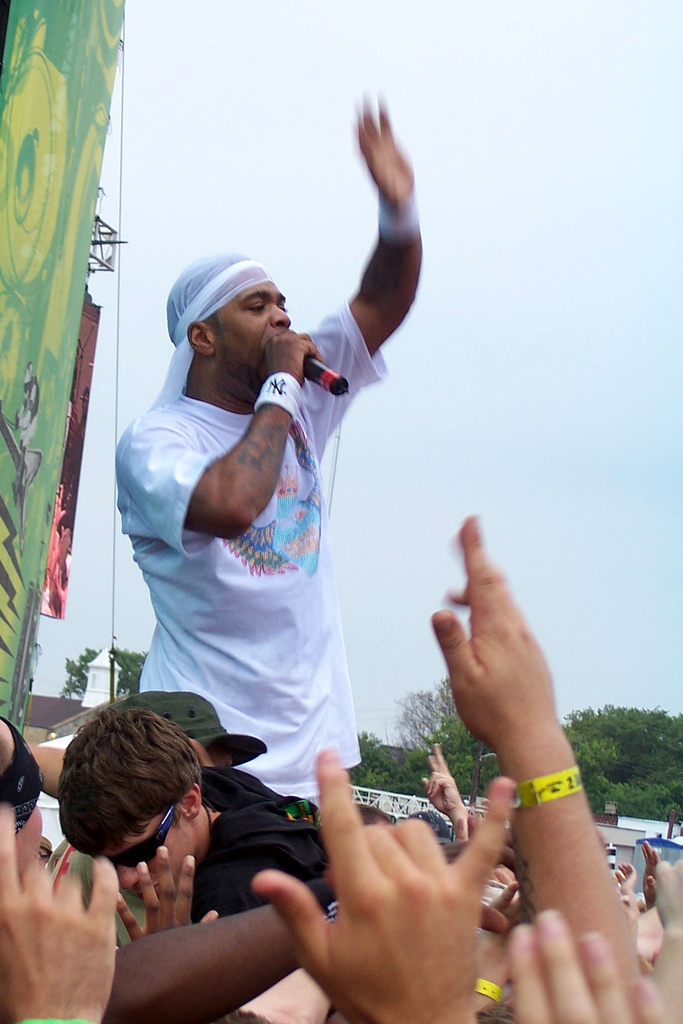
Rapper Method Man

3. Cradle Rock (feat. Left Eye) – 4:13
4. Dangerous Grounds (feat. Streetlife) – 4:07
5. Sweet Love (Skit) – 0:07
6. Sweet Love (feat. Cappadonna und Streetlife) – 3:29
7. Shaolin What (Skit) – 2:19
8. Torture – 3:23
9. Where's Method Man? (Skit) (feat. Ed Lover) – 1:04
10. Suspect Chin Music (feat. Streetlife) – 4:52
11. Retro Godfather – 2:49
12. Dooney Boy – 0:15
13. Spazzola (feat. Streetlife, Raekwon, Masta Killa, Killer Sin und Inspectah Deck) – 3:54
14. Check Writer (Skit) – 0:13
15. You Play Too Much (mit Chris Rock) – 1:31
16. Party Crasher – 3:53
17. Grid Iron Rap (feat. Streetlife) – 3:23
18. Step By Step – 3:34
19. Play IV Keeps (feat. Inspectah Deck, Streetlife und Mobb Deep) – 3:33
20. Donald Trump (Skit) – 0:11
21. Snuffed Out (Skit) (feat. Streetlife) – 1:39
22. Elements (feat. Star und Polite) – 3:58
23. Killin' Fields – 4:03
24. Big Dogs (feat. Redman) – 3:29
25. Break Ups 2 Make Ups (feat. D’Angelo) – 3:53
26. Message From Penny (Skit) – 0:28
27. Judgement Day – 6:00
28. C.E.O.utro – 0:10

## Produktion

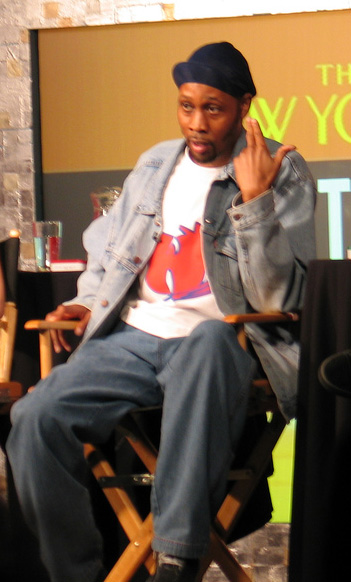
RZA im Jahr 2005

An der Produktion des Albums waren die Hip-Hop-Musiker RZA, LB Da Life Bringa, True Master, 4th Disciple, Inspectah Deck, Prince Paul, Qur'an Goodman & Trackmasters, Erick Sermon, Havoc, Allah Mathematics und Method Man selbst beteiligt. Wu-Tang-Clan-Mitglied RZA produzierte die Titel Perfect World, Suspect Chin Music und Retro Godfather. Die Lieder Dangerous Grounds, Sweet Love, Torture, Party Crasher, Grid Iron Rap und Killin' Fields wurden von True Master beigesteuert. Des Weiteren produzierten Qur'an Goodman und Trackmasters das Stück Break Ups 2 Make Ups.
Method Man selbst war durch die Lieder Judgment Day (Intro) und Judgement Day an der Produktion beteiligt. Der Musiker 4th Disciple tritt als Produzent von Shaolin What (Skit) sowie als Co-Produzent des Stücks Judgement Day auf. Der Beat des Titels Cradle Rock wurde von LB Da Life Bringa und die musikalische Untermalung des Stücks You Play Too Much von Prince Paul beigesteuert. Zwei Lieder wurden von Inspectah Deck produziert. Diese sind Spazzola und Elements.
Hip-Hop-Musiker Erick Sermon war durch die Lieder Step By Step und Big Dogs an der Entstehung des Albums beteiligt. Des Weiteren wurde Snuffed Out (Skit) von Allah Mathematics produziert. Außerdem erfolgte die Produktion des Beats von Play IV Keeps durch Havoc, der zusammen mit dem Rapper Prodigy die Gruppe Mobb Deep bildete.

## Singles
Zwei Lieder des Albums Tical 2000: Judgement Day wurden als Singles ausgekoppelt. Die erste Single entstand zum Stück Judgement Day. Sie erschien am 20. Oktober 1998 und enthält, neben dem Titellied und dem dazugehörigen Video, auch die Titel Dangerous Grounds und Release Yo Delf. Die zweite Single ist Break Ups 2 Make Ups.

## Rezeption

### Erfolg
Method Mans zweites Soloalbum stieg in den US-amerikanischen Billboard 200-Charts auf Position 2 ein. In Frankreich erreichte der Tonträger Platz 15, in den Niederlanden Platz 40 und in Schweden Platz 54 der jeweiligen Album-Charts. Tical 2000: Judgement Day stieg in der 49. Kalenderwoche des Jahrs 1998 auf Position 32 der deutschen Album-Charts ein. Insgesamt konnte sich das Album zehn Wochen in der Liste der 100 meistverkauften Alben der Woche in Deutschland halten.

### Kritik
Das Musikmagazin Rolling Stone bewertete Tical 2000: Judgement Day mit vier von möglichen fünf Punkten. In der Kritik von S.H. Fernando Jr. vom 10. Dezember 1998 wird das Album als „facettenreicher Juwel“ („Meth has delivered a multifaceted jewel titled Tical 2000: Judgement Day.“) bezeichnet.
Das deutsche Hip-Hop-Magazin Juice zeichnete Tical 2000: Judgement Day in der Februar-Ausgabe des Jahrs 1999 mit der Höchstwertung von sechs „Kronen“ aus. 2007 blickte die Redaktion zur 100. Ausgabe der Zeitschrift auf die bisher mit der Höchstwertung versehenen Alben zurück. Dabei zeigte die Redaktion rückblickend kein Verständnis für die Auszeichnung:

„Zwei, drei gute Tracks, die einen smoothen Übergang von der „36 Chambers“-Ära in die Def Jam/Squad markierten. Der Rest eine Enttäuschung, der Albumtitel blanker Hohn für das originale „Tical““